# Lucio Pietroniro
Lucio Pietroniro (26 luglio 1960) è un pilota motociclistico belga ritiratosi dall'attività agonistica.

## Carriera
Pietroniro debutta nel motomondiale nel 1981, correndo nella classe 125 in sella ad una MBA. Non ottiene punti nella stagione di debutto, avendo come miglior risultato un 16º posto in Svezia. L'anno successivo classe e moto rimangono invariate. Pietroniro non riesce nuovamente a conquistare punti, ma migliora il suo miglior piazzamento (12º in Gran Bretagna).
Per il 1983 Pietroniro reste ancora fedele alla MBA e riesce a conquistare i suoi primi punti mondiali grazie al 9º posto conquistato in Germania. Termina la stagione 16º in classifica mondiale con 16 punti. L'anno seguente, ancora su MBA, si classifica nuovamente 16º in classifica mondiale anche se con meno punti, ovvero 6.
Nel 1985 Pietroniro conquista il suo primo podio mondiale grazie al 3º posto conquistato in Italia. Ottiene un altro 3º posto nella gara di casa e termina 9º nella classifica mondiale con 25 punti. L'anno successivo si migliora, riuscendo a terminare al 2º posto nuovamente in Belgio. Termina 7º in classifica mondiale con 37 punti.
Nel 1987 Pietroniro ottiene nuovamente un podio, stavolta all'ultima gara della stagione in Portogallo, dove arriva 3º. Termina 9º in classifica mondiale con 32 punti. Per il 1988 Pietroniro cambia moto per la prima volta da quando è entrato nel motomondiale, passando su una Honda. Ottiene un podio grazie al 3º posto in Jugoslavia e termina 9º in classifica mondiale con 56 punti.
Nel 1989 oltre alla 125 Pietroniro prova a partecipare al gara degli Stati Uniti della 250 in sella ad una Yamaha, senza riuscire a qualificarsi. In 125 invece non ottiene podi per la prima volta dal 1984, ottenendo come miglior risultato un 5º posto in Belgio. Termina 18º in classifica mondiale con 22 punti e in seguito a questa stagione non corre più nel motomondiale.

## Risultati nel motomondiale
| 1981 | Classe | Moto |  |    |    |    |     |  |   |    |    |   |     |     |    |    |  | Punti | Pos. |
| ---- | ------ | ---- |  | -- | -- | -- | --- |  | - | -- | -- | - | --- | --- | -- | -- |  | ----- | ---- |
| 1981 | 125    | MBA  |  | 18 | NP | NQ | Rit |  | - | 23 | NE | - | Rit | Rit | 16 | NE |  | 0     |      |

| 1982 | Classe | Moto |  |    |    |  |  |    |    |  |    |  |  |  |    |    |  | Punti | Pos. |
| ---- | ------ | ---- |  | -- | -- |  |  | -- | -- |  | -- |  |  |  | -- | -- |  | ----- | ---- |
| 1982 | 125    | MBA  |  | 19 | 14 |  |  | 19 | 16 |  | 12 |  |  |  | NE | NE |  | 0     |      |

| 1983 | Classe | Moto |    |     |    |   |   |   |   |    |   |     |    |     |  |  |  | Punti | Pos. |
| ---- | ------ | ---- | -- | --- | -- | - | - | - | - | -- | - | --- | -- | --- |  |  |  | ----- | ---- |
| 1983 | 125    | MBA  | NE | Rit | 11 | 9 | - | 8 | 6 | 19 | 5 | Rit | 21 | Rit |  |  |  | 16    | 16º  |

| 1984 | Classe | Moto |    |    |     |    |    |   |    |     |    |     |   |    |  |  |  | Punti | Pos. |
| ---- | ------ | ---- | -- | -- | --- | -- | -- | - | -- | --- | -- | --- | - | -- |  |  |  | ----- | ---- |
| 1984 | 125    | MBA  | NE | 17 | Rit | NE | 10 | 9 | NE | Rit | NE | Rit | 9 | 10 |  |  |  | 6     | 16º  |

| 1985 | Classe | Moto |    |    |     |   |   |    |    |   |    |  |    |    |  |  |  | Punti | Pos. |
| ---- | ------ | ---- | -- | -- | --- | - | - | -- | -- | - | -- |  | -- | -- |  |  |  | ----- | ---- |
| 1985 | 125    | MBA  | NE | 12 | Rit | 3 | 7 | NE | 16 | 3 | NP |  | 10 | 14 |  |  |  | 25    | 9º   |

| 1986 | Classe | Moto |     |   |     |   |    |     |   |   |   |   |     |    |  |  |  | Punti | Pos. |
| ---- | ------ | ---- | --- | - | --- | - | -- | --- | - | - | - | - | --- | -- |  |  |  | ----- | ---- |
| 1986 | 125    | MBA  | Rit | 6 | Rit | 8 | NE | Rit | 2 | 6 | 5 | 5 | Rit | 13 |  |  |  | 37    | 7º   |

| 1987 | Classe | Moto |    |     |    |   |     |    |     |     |   |   |   |   |   |    |    | Punti | Pos. |
| ---- | ------ | ---- | -- | --- | -- | - | --- | -- | --- | --- | - | - | - | - | - | -- | -- | ----- | ---- |
| 1987 | 125    | MBA  | NE | Rit | 10 | 8 | Rit | NE | Rit | Rit | 7 | 8 | 5 | 6 | 3 | NE | NE | 32    | 9º   |

| 1988 | Classe | Moto  |    |    |   |    |     |     |     |  |   |   |   |    |   |   |    | Punti | Pos. |
| ---- | ------ | ----- | -- | -- | - | -- | --- | --- | --- |  | - | - | - | -- | - | - | -- | ----- | ---- |
| 1988 | 125    | Honda | NE | NE | 8 | NE | Rit | Rit | Rit |  | 7 | 3 | 8 | 15 | 8 | 9 | NE | 56    | 9º   |

| 1989 | Classe | Moto  |    |    |    |    |    |    |     |    |    |   |     |     |  |    |    | Punti | Pos. |
| ---- | ------ | ----- | -- | -- | -- | -- | -- | -- | --- | -- | -- | - | --- | --- |  | -- | -- | ----- | ---- |
| 1989 | 125    | Honda | 22 | 12 | NE | 14 | 15 | 24 | Rit | NE | 12 | 5 | Rit | Rit |  | 17 | NE | 22    | 18º  |

| 1989 | Classe | Moto   |  |  |    |  |  |  |  |  |  |  |  |  |  |  |  | Punti | Pos. |
| ---- | ------ | ------ |  |  | -- |  |  |  |  |  |  |  |  |  |  |  |  | ----- | ---- |
| 1989 | 250    | Yamaha |  |  | NQ |  |  |  |  |  |  |  |  |  |  |  |  | 0     |      |

| Legenda | 1º posto        | 2º posto            | 3º posto            | A punti      | Senza punti        | Grassetto – Pole position Corsivo – Giro più veloce |
| Legenda | Gara non valida | Non qual./Non part. | Ritirato/Non class. | Squalificato | '-' Dato non disp. | Grassetto – Pole position Corsivo – Giro più veloce |